# Cinochira
Cinochira är ett släkte av tvåvingar. Cinochira ingår i familjen parasitflugor.
Kladogram enligt Catalogue of Life och Dyntaxa:
| Cinochira | \| \| Cinochira atra \| \| \| \| \| \| Cinochira mitis \| \| \| \| |
|           | \| \| Cinochira atra \| \| \| \| \| \| Cinochira mitis \| \| \| \| |
|           | Cinochira atra                                                     |
|           |                                                                    |
|           | Cinochira mitis                                                    |
|           |                                                                    |